# John Rubinstein
Pour les articles homonymes, voir Rubinstein.
John Rubinstein est un acteur, compositeur et réalisateur américain né le 8 décembre 1946 à Los Angeles, Californie (États-Unis). Il est le dernier des quatre enfants d'Arthur Rubinstein (1887-1982) célèbre pianiste d’origine polonaise et Anelia Mlynarska (1908-2001).

## Vie privée
Il a été marié à 
- Judy West du 15 décembre 1971 à 1992 : deux enfants dont Michael Weston, acteur  (25/10/1973) 
- Jane Lannier de 1992 à 2002 : deux enfants
- Bonnie Burgess le 25 juin 2016 : cinquième enfant.
Sa fille se nomme Jessica et ses quatre fils : Michael, Peter, Jacob et Max.

## Enfance
John Rubinstein est le fils de Aniela Mlynarska, une danseuse et écrivaine, et du célèbre pianiste concertiste Arthur Rubinstein. Son grand-père maternel était un célèbre chef d'orchestre polonais: Emil Mlynarski.
Il a fréquenté deux établissements : St. Bernard's School et la Collegiate School à New York puis est allé à Los Angeles étudier le théâttre. Pendant ses années à l'université, il a commencé sa carrière d'acteur et sa longue liste d'apparitions télévisuelles.

### Filmographie

#### Acteur

##### Cinéma
- 1969 : Filles et show-business (The Trouble with Girls) : Princeton
- 1970 : Campus (Getting Straight) : Herbert
- 1971 : Zachariah : Zachariah
- 1971 : The Sandpit Generals : Professor
- 1977 : Enfer mécanique (The Car) : John Morris
- 1978 : Ces garçons qui venaient du Brésil (The Boys from Brazil) : David Bennett
- 1979 : In Search of Historic Jesus : Jesus
- 1983 : Daniel : Robert Lewin
- 1987 : Traquée (Someone to Watch Over Me) : Neil Steinhart
- 1993 : Indiscrétion assurée (Another Stakeout) : Thomas Hassrick, Las Vegas District Attorney
- 1995 : Mercy : Frank Kramer
- 1996 : Petit flic (Kid Cop) (vidéo) : Stan Dwerkin
- 2002 : Dragon rouge (Red Dragon) : Dinner Guest
- 2003 : 21 Grammes (21 Grams) : Gynecologist
- 2004 : Jekyll : Daniel Carew
- 2005 : Mme Harris (Mrs. Harris) : Tarnower's Best Friend
- 2007 : Jekyll, de Scott Zakarin : Daniel Carew
- 2012 : Atlas Shrugged: Part II de John Putch : Dr Floyd Ferris
- 2021 : Being the Ricardos d'Aaron Sorkin

##### Télévision
- 1968 : Le Virginien (TV) saison 06 épisode 02 : (La liste) : Le jeune garçon
- 1987 : A Conspiracy of Love
- 1970 : The Day Before Sunday
- 1970 : The Psychiatrist: God Bless the Children : Teddy, the Student Addict
- 1971 : Les Hurlements de la forêt (A Howling in the Woods) : Justin Conway
- 1972 : La Chose (Something Evil), de Steven Spielberg : Ernest Lincoln
- 1972 : Les Rues de San Francisco : Lindy
- 1975 : All Together Now : Bill Lindsay
- 1975 : Mr. & Ms. and the Magic Studio Mystery : David
- 1976 : The Quest: The Longest Drive : Wakely
- 1977 : Corey: For the People : Dan Corey
- 1978 : The Gift of the Magi
- 1978 : Happily Ever After : Richy
- 1979 : Racines 2 ("Roots: The Next Generations") : Lieutenant Hamilton Ten Eyck
- 1979 : Terreur à bord ("The French Atlantic Affair") : Herb Kleinfeld
- 1979 : She's Dressed to Kill : Alan Lenz
- 1980 : Make Me an Offer : Dr Max Westcott
- 1980 : The Silent Lovers : Irving Thalberg
- 1981 : Hôpital sous surveillance : Dr Paul Trenton
- 1981 : Skokie, le village de la colère (Skokie) : Herb Lewisohn
- 1982 : Freedom to Speak : William Lloyd Garrison / Patrick Henry / Charles Lindbergh / Rabbi Stephen Wise
- 1983 : I Take These Men : David Koenig
- 1983 : Le Combat de Candy Lightner (M.A.D.D.: Mothers Against Drunk Drivers) : Steve White
- 1984 : Harry Fox, le vieux renard ("Crazy Like a Fox") - 35 épisodes : Harrison Fox
- 1987 : The Two Mrs. Grenvilles : Bratsie
- 1987 : Still Crazy Like a Fox : Harrison Fox, Jr.
- 1988 : Beryl Markham: A Shadow on the Sun : Arthur Kane
- 1988 : Sam Found Out: A Triple Play
- 1988 : Liberace : Jamie
- 1990 : Voices Within: The Lives of Truddi Chase : Norman De Roin
- 1992 : In My Daughter's Name : Ban Worrall
- 1993 : The American Clock : Moe Baumler
- 1994 : A Perry Mason Mystery: The Case of the Lethal Lifestyle
- 1994 : RoboCop - épisodes #1. 2-17-23 : Chip Chayken
- 1995 : 919 Fifth Avenue
- 1996 : Norma Jean & Marilyn : Darryl Zanuck
- 1997 : Meurtre en sommeil (The Sleepwalker Killing) : Dr Frank Corrigan
- 2000 : Perfect Murder, Perfect Town: JonBenét and the City of Boulder : Rev. Hoverstock
- 2001-2002 : Angel (6 épisodes) : Linwood Murrow
- 2004 : Friends (série télévisée) : Le gynécologue (Saison 10 épisode 16)
- 2005 : The Closer : L.A. enquêtes prioritaires (série télévisée) : Docteur Brown (Saison 1 épisode 1)
- 2005 : New York, unité spéciale (saison 7, épisode 6) : juge T. Schuyler
- 2005 : Amber Frey: Witness for the Prosecution : Mark Geragos
- 2005 : Miss Détective : La Pièce manquante (Jane Doe: The Wrong Face) : Phil Rafelson
- 2006-2007 : Day Break (4 épisodes) : Barry Colburn
- 2009 : Les Feux de l'amour : Dr Charles Taylor
- 2011 : Les Sorciers de Waverly Place (4 épisodes) : Gorog
- 2010-2012 : Desperate Housewives (7 épisodes) : Principal Hobson
- 2012-2013 : Mentalist (3 épisodes) : Juge Manchester
- 2013 : Rendez-moi ma fille (A Mother's Rage) : Docteur White
- 2014 : Jessie (S3E18) Un anniversaire dans l'espace: Yvan le cosmonaute[1]
- 2017 : Legends of Tomorrow: Albert Einstein
- 2017 : Dear White People : Président Fletcher
- 2018 : Les Nouvelles Aventures de Sabrina (1 épisode) : Daniel Webster
- 2019 : Young Sheldon : Rabbin Schneiderman

#### Compositeur
- 1970 : Paddy
- 1972 : Votez Mc Kay (The Candidate)
- 1972 : Jeremiah Johnson
- 1973 : Kid Blue
- 1974 : Harry O (série télévisée)
- 1976 : Family (série télévisée)
- 1976 : The Killer Inside Me
- 1976 : Stalk the Wild Child (TV)
- 1977 : The Fitzpatricks (série télévisée)
- 1978 : The Lazarus Syndrome (TV)
- 1978 : Stickin' Together (TV)
- 1978 : China 9, Liberty 37 (Amore, piombo e furore)
- 1978 : The New Maverick (en) (TV)
- 1979 : Champions: A Love Story (TV)
- 1979 : The Ordeal of Patty Hearst (TV)
- 1980 : Amber Waves (TV)
- 1980 : To Race the Wind (TV)
- 1982 : Johnny Belinda (TV)
- 1983 : Secrets of a Mother and Daughter (TV)
- 1983 : Choices of the Heart (TV)
- 1984 : Les Poupées de l'espoir (The Dollmaker) (TV)

#### Réalisateur
- 1989 : A Matter of Conscience (TV)
- 1992 : Summer Stories: The Mall (feuilleton TV)